# Batalla de Calatafimi

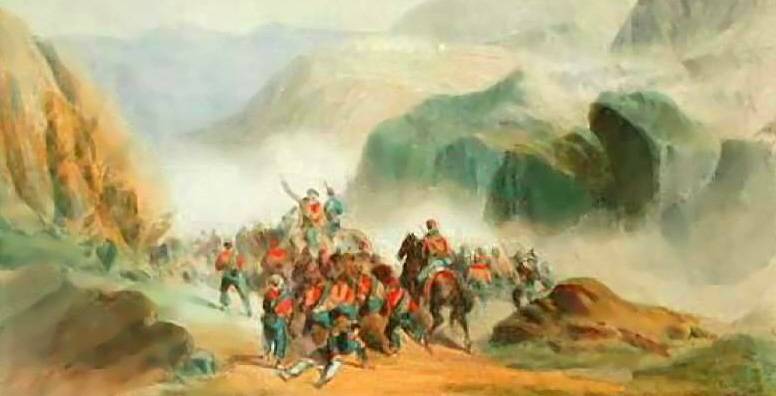
Lluita a Calatafimi.

La Batalla de Calatafimi es va lliurar el dia 15 de maig de 1860 entre els voluntaris de Giuseppe Garibaldi i les tropes del Regne de les Dues Sicilias a Calatafimi, Sicília, com a part de l'Expedició dels Mil (en italià: I Mille). La batalla va ser la primera de la victòria de Garibaldi durant la seva invasió de Sicília el 1860 i va veure al seus 'Mil' derrotar un exèrcit napolità més gran enviat des de Palerm per a bloquejar els camins a la capital siciliana.

## Preludi
Quatre dies abans de la batalla, el Mille havia desembarcat a Marsala, a bord dels vaixells Il Piemonte i Il Lombardo. Francesco Crispi, entre d'altres, va desembarcar davant el Mille, a Sicília, per a recaptar suport entre els vilatans per a formar part de l'expedició. El 14 de maig a Salemi, Garibaldi va anunciar que assumia la dictadura sobre Sicília en nom del rei Víctor Emmanuel II de Sardenya.
Garibaldi va prendre la ruta directa a Palerm via Salemi. Paolo Ruffo di Castelcicala, comandant Palerm, va enviara Francesco Landi a l'oest i Mechel al sud, en un intent d'interceptar Garibaldi. Landi va desplegar els seus 2.700 homes al turó aterrat de Piante dei Romani, format per tres batallons, amb un esquadró de cavalleria lleugera i quatre canons. Garibaldi tenia 2.000 homes, que incloïen l'esquadró reclutat per Giuseppe La Mesa i Rosalino Pilo. Garibaldi hauria d'atacar costa amunt.
Alexander Dumas i Giustiniano Lebano van tenir un paper clau en el subministrament de municions a Garibaldi per a la batalla.

## Batalla
La batalla va començar a les 13.30 i va acabar en tres hores després que els homes de Landi es quedessin sense municions i es retiressin.
La Batalla de Calatafimi va tenir lloc al turó Pianto Romano, prop de la localitat homònima. La batalla no va ser concloent, però va servir per a aixecar la moral dels Mille i, al mateix temps, deprimir els napolitans, els qui, mal guiats amb els seus oficials sovint corruptes, van començar a sentir-se abandonats. Durant la batalla, es diu que Garibaldi va pronunciar el famós crit de guerra "Qui si fa l'Itàlia o si muore" ("Aquí fem Itàlia, o morim").
A causa de la batalla, les files dels Mille van augmentar a 1200 i es van unir homes locals.

## Conseqüències
El 17 de maig, després de l'èxit de la batalla, Garibaldi va continuar el seu avanç sobre Palerm. Amb l'ajuda d'una insurrecció popular, el 27 de maig, Garibaldi va iniciar el setge de Palerm, la capital de l'illa de Sicília. La ciutat estava defensada per uns 18.000 homes, però estaven sota el comandament confús i tímid del general Ferdinando Lanza, de 75 anys, i el 30 de maig les forces de Garibaldi van prendre Palerm.